# Шоу, Стэнфорд
Стэнфорд Джей Шоу (5 мая 1930, Сент-Пол, Миннесота, США — 16 декабря 2006, Анкара, Турция) — американский историк. Специалист по истории Османской империи, раннему периоду Турецкой республики, а также положению турецких евреев. Отрицатель геноцида армян.

## Биография
Родился в городе Сент-Пол штата Миннесота в семье Белль и Альберта Шоу, приехавших туда в начале XX века из, соответственно, Англии и России. В 1933 году в связи с болезнью отца Стэнфорд с родителями переехал в Лос-Анджелес, там они жили до 1939 года. В 1939 они вернулись в Сент-Пол, Стэнфорд окончил там начальную школу Вебстер. Вскоре его родители развелись, после этого Стэнфорд и его мать переехали в . Они жили там до замужества матери, затем снова вернулись в Сент-Пол.
Учился в Стэнфордском университете, специализировался на истории Британии. В 1951 году Шоу получил степень бакалавра, в 1952 — магистра, его работа была посвящена внешней политике Лейбористской партии в 1920-38 годах.
Затем в Египте, в Каирском университете и Аль-Азхаре. В 1956-57 годах учился в Стамбульском университете. В 1958 году получил в Принстонском университете степень доктора философии за работу «Финансовая и административная организация Османского Египта, 1517—1798». В 1958-68 годах работал в Гарвардском университете. В 1968-92 годах преподавал в Калифорнийском университете. В 1999—2006 годах преподавал в Билькентском университете.
Почётный член турецкого исторического общества, имеет почётные степени Гарвардского и Босфорского университета.
Был первым главным редактором International Journal of Middle East Studies.
Его книгу History of the Ottoman Empire and Modern Turkey (Cambridge: Cambridge University Press, 1976) коллега Шоу по Калифорнийскому университету выдающийся византинист Спирос Врионис счел «оскорблением научного мастерства, академической свободы и целостности процесса оценки и стандартов Калифорнийского университета». Критические рецензии на неё дали также Виктор Луи Менаж и Colin Imber.